# Тевтобод
Тевтобод (Teutobod) е крал на племето тевтони. Между 113 и 101 пр.н.е. тевтоните заедно с кимврите водят война срещу Римската република.
В края на 2 век пр.н.е. тевтоните заедно със своите съюзници кимврите напускат територията, която обитават при Балтийско море на полуостров Ютланд и южна Скандинавия, и тръгват на юг към долината на река Дунав, южна Галия и Северна Италия. След като навлизат в територията на Римската република избухва военен конфликт с римляните, известен като Кимврийска война. Кимврите, водени от крал Боиорикс, и тевтоните на Тевтобод печелят няколко първоначални битки във войната, като нанасят изключително тежки поражения на римските легиони в битките при Норея и Аравзио. След тежките поражения римският консул Гай Марий предприема серия от реформи в римските легиони. През 104 пр.н.е. кимврите се насочват към Испания, докато тевтоните остават в Галия. Въпреки по-ранните победи над римляните и последвалите от това проблеми в римската армия, тевтоните не предприемат нахлуване в Италия, което от своя страна дава нужното време на Марий да довърши реорганизирането на армията си. През 102 пр.н.е. Гай Марий тръгва на поход срещу Тевтобод, в битката при Аква Секстия тевтоните са унищожени, като 20 хил. души от племето и самият крал Тевтобод попадат в плен. Най-вероятно Тевтобод е изпратен в Рим и участва в триумфа на Гай Марий, даден му за победата над племето, при който триумф кралят е ритуално екзекутиран. През 101 пр.н.е. кимврите последват съдбата на тевтоните, като са разгромени в битката при Верцела. С тази римска победа се слага край на Кимврийската война.